# Obóz specjalny Abwehry w Utracie
Obóz specjalny Abwehry w Utracie (niem. Abwehr Sonderlager in Utrata) - obóz wywiadowczy Abwehry podczas II wojny światowej
Obóz został utworzony w sierpniu 1944 r. w Utracie koło Łasku z inicjatywy Ministerstwa Rzeszy do Spraw Okupowanych Terytoriów Wschodnich Alfreda Rosenberga. Na jego czele stanął Niemiec Martinson. W obozie przebywali kolaboranci z ZSRR, którzy podczas służby we "wschodnich" oddziałach wojskowych zostali inwalidami wojskowymi. Przechodzili oni kursy szoferskie, tokarskie, szycia i szewskie. Ponadto uczestniczyli w szkoleniach propagandowych i wywiadowczych. Po ich ukończeniu kursanci sprawowali nadzór nad działaniami agentury.